# Philoros laura
Philoros laura là một loài bướm đêm thuộc phân họ Arctiinae, họ Erebidae.